# Альтмарк
А́льтмарк (нем. Altmark — «Старая марка») — регион на севере федеральной земли Саксония-Анхальт. Историческая область простирается от Дравена на западе до Эльбы на востоке, граничит на юге с плодородной Магдебургской равниной, а на севере — с Вендландом. Название местности впервые упоминается в 1304 году как Antiqua Marchia, «старая мархия» и указывает на исконную территорию Бранденбургской марки на западном берегу Эльбы. Альтмарк считается колыбелью Бранденбурга и Пруссии. Альтмарк входил целиком в состав Бранденбургской марки с момента её основания, а затем и образованного на основе Бранденбурга прусского государства. Современный Альтмарк административно разделяется на районы Зальцведель и Штендаль.